# Torrent de Pareis
Der Torrent de Pareis ist ein nicht ständig wasserführender Sturzbach (Torrent) durch eine Schlucht auf der Baleareninsel Mallorca. Er befindet sich an der Nordwestküste der Insel in den Bergen der Serra de Tramuntana auf dem Gemeindegebiet von Escorca und mündet an der Cala de Sa Calobra (‚Bucht von Sa Calobra‘) ins Mittelmeer.

## Geografie
Der eigentliche Torrent de Pareis ist nur 3300 Meter lang und beginnt am Zusammenfluss des Torrent de Lluc mit dem Torrent des Gorg Blau. Der Name bedeutet so viel wie „Doppelbach“, von Pareis = „Paar“, was wohl auf die beiden Quellbäche zurückzuführen ist. Der Punkt des Zusammentreffens dieser beiden Bäche wird s’Entreforc genannt. Ab dort überwindet der Torrent de Pareis einen Höhenunterschied von 180 Metern bis zur Mündung ins Meer.

### Quellgebiete
Der östliche Quellbach des Torrent de Pareis, der Torrent de Lluc, entspringt etwa sechs Kilometer vor dem Zusammenfluss mit dem Torrent des Gorg Blau am Fuße des Berges Puig Ferrer (771 Meter Höhe). Die Quelle Font des Puig Ferrer liegt dabei circa 1400 Meter südöstlich der Gebäude des Santuari de Lluc, nahe der Straße von Escorca nach Pollença.

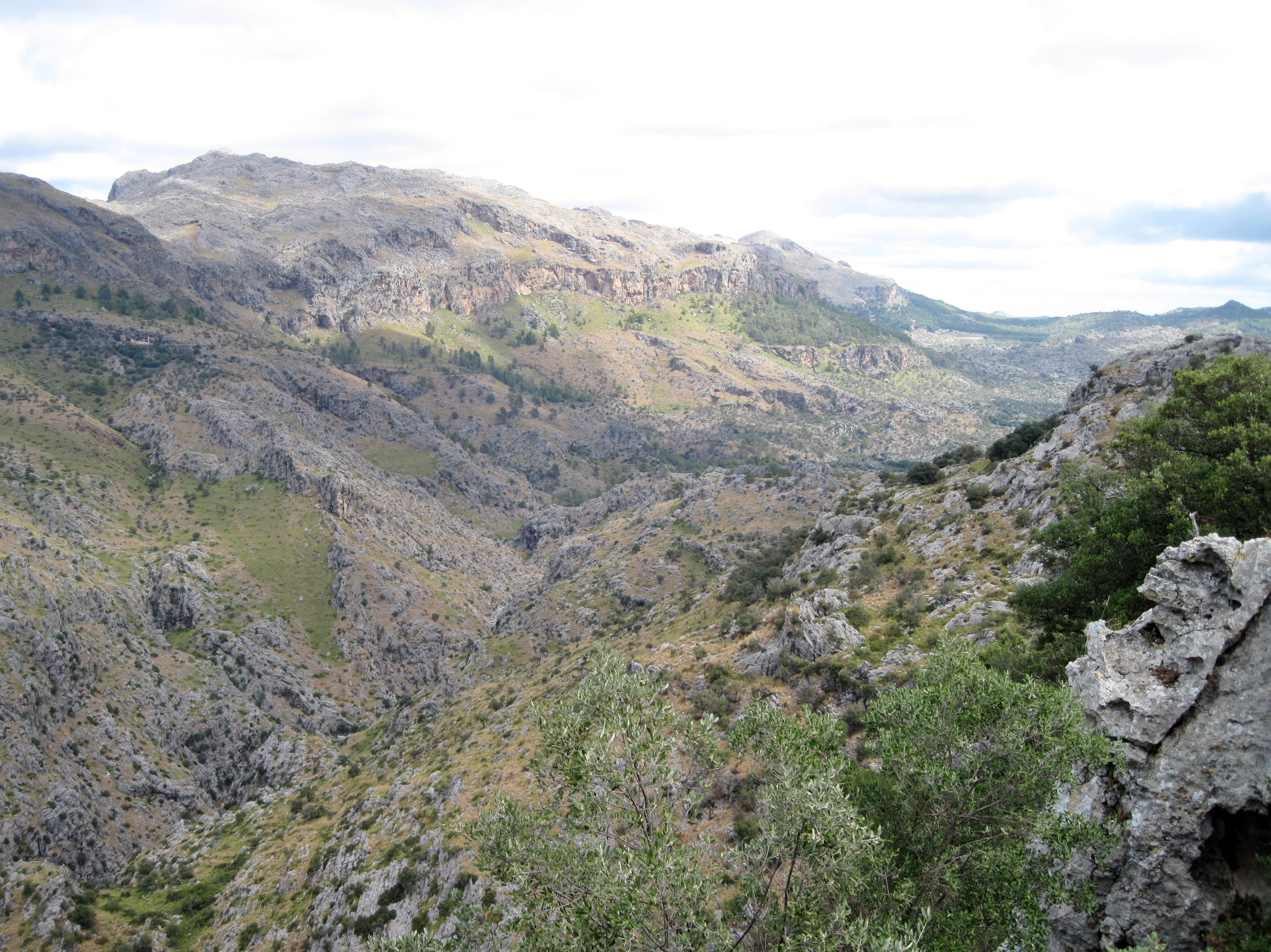
Tal des Torrent de Lluc

Daneben hat der Torrent de Lluc selbst einige Zuflüsse, die von Norden in ihn münden, wie den Torrent de Binifaldó, der sich vorher mit dem Torrent d’Alqueda vereint, und den Torrent des Boverons. Deren Quellen heißen in dieser Reihenfolge Font des Pedregaret, Font des Sementer de Mossa und Font des Poll. Weitere Quellen führen dem Torrent de Lluc, der die Senke Clot d’Albarca durchfließt, Wasser von Süden her zu. Der Höhenunterschied der Schlucht bis zum Torrent de Pareis beträgt 500 Meter.

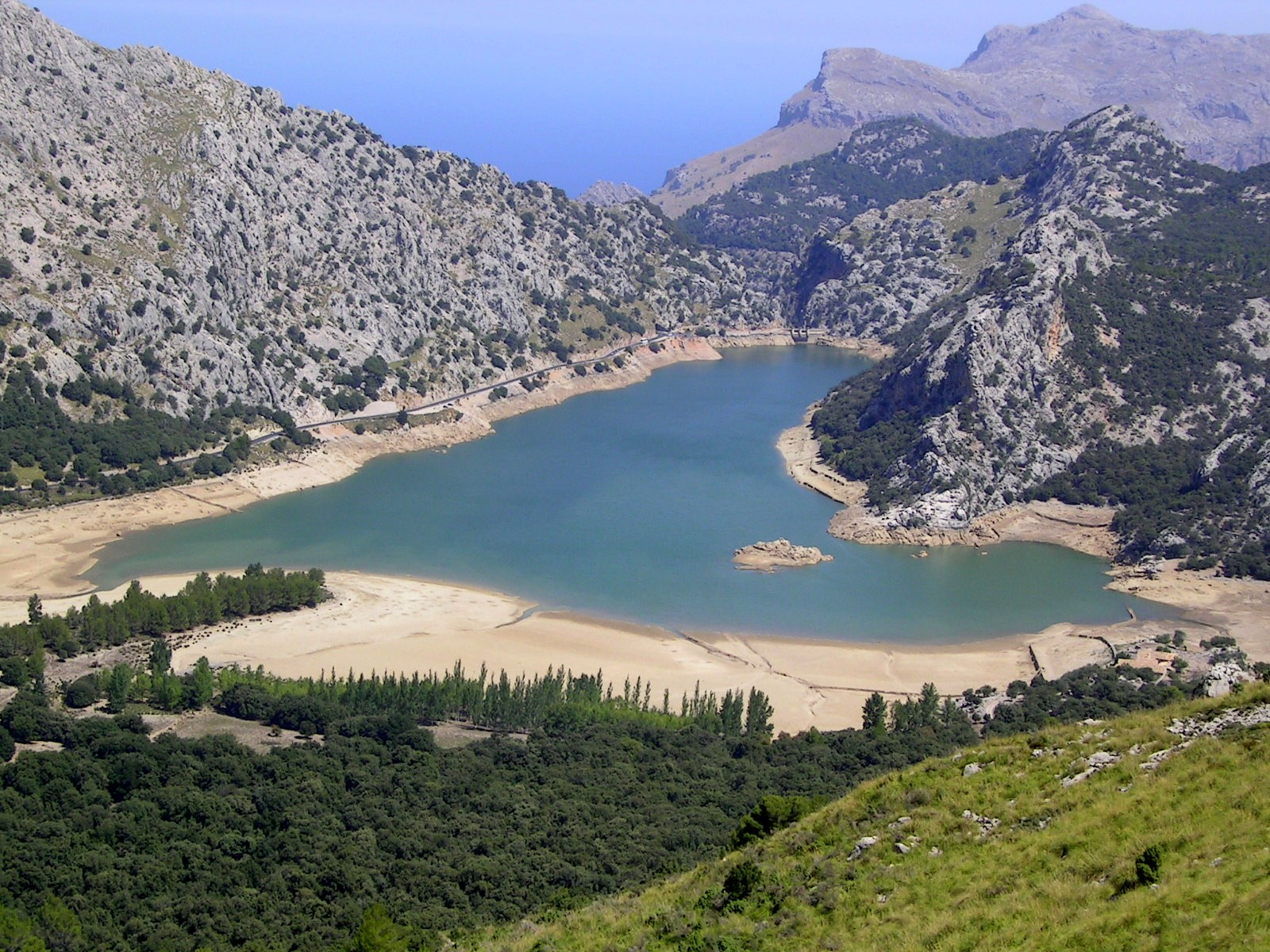
Embassament des Gorg Blau

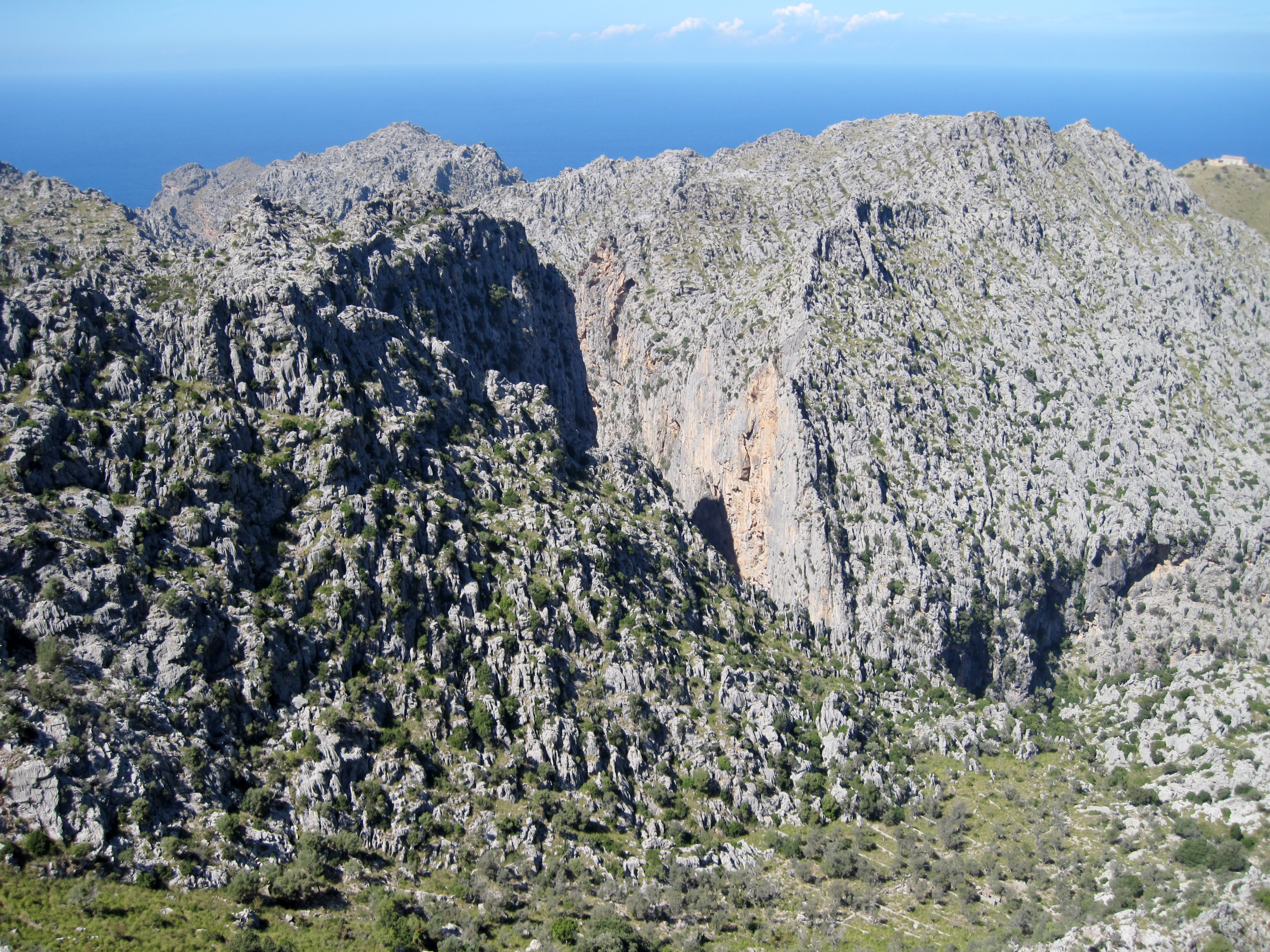
Blick auf s’Entreforc

Der Torrent des Gorg Blau entspringt am 1118 Meter hohen Puig des Tossals Verds und fließt aus Richtung Südwesten in Richtung Torrent de Pareis. Er ist heute ein Abfluss des Trinkwasser-Staubeckens Embassament des Gorg Blau, das neben dem zweiten Stausee Embassament de Cúber die Wasserversorgung der Inselhauptstadt Palma gewährleistet. Beide Staubecken sind durch den Canal des Embassaments miteinander verbunden. Beim Bau der Staubecken im Jahre 1972 wurde der Verlauf des Torrent des Gorg Blau, der einen Höhenunterschied von 627 Metern aufweist, leicht abgeändert.
Nahe dem Embassament des Gorg Blau befinden sich mehrere Quellen, deren Wasser teilweise nicht nur in den Stausee, sondern auch direkt in den Torrent des Gorg Blau abfließt, wie beispielsweise aus der Font de s’Escudella zwischen dem höchsten Berg Mallorcas, dem 1436 Meter hohen Puig Major, und dem 1108 Meter hohen Puig de ses Vinyes. Weitere Quellen befinden sich nördlich der Staumauer des Sees unweit des Baches. Größere Zuflüsse hat der Torrent des Gorg Blau nicht, was zur Folge hat, dass er, bedingt auch durch die Rückhaltebecken der Stauseen, nur nach sehr starken Regenfällen Wasser führt.

### Verlauf des Torrent
Nach dem Zusammentreffen des östlichen Torrent de Lluc und des aus der südwestlichen Felsenge sa Fosca („die Dunkle“) kommenden Torrent des Gorg Blau bei s’Entreforc („die Zwischengabelung“) beschreibt der Torrent de Pareis auf seinem Weg zum Meer einen nordwestlichen Verlauf. Dabei verengt sich die Schlucht an einigen Stellen auf wenige Meter und die Wände ragen teilweise bis zu 200 Meter steil auf. Entstanden ist die Schlucht durch Karst-Erosion, einer Auswaschung der Kalksteinfelsen, die intensiv vor ungefähr sechs Millionen Jahren im Messinium begann und stark abgeschwächt noch andauert, verbunden mit dem Einsturz natürlicher unterirdischer Hohlräume.
Im Bachbett wechseln Abschnitte von grobem Kies mit steinigen Stellen, an denen große Felsblöcke dem Wasser den Weg versperren. Mitunter sind durch Auswaschungen Wannen entstanden, in denen das Wasser auch noch einige Zeit nach den letzten Regenfällen im Schatten der Felswände steht. Am Rande der Schlucht haben sich kleine Höhlen ausgebildet, wie die Cova des Soldat Pelut oder die Cova des Romagueral („Brombeerhöhle“), die jedoch nicht sehr tief sind. Anders die Cova de sa Campana („Glockenhöhle“) etwa einen Kilometer vor der Mündung des Baches und 450 Meter südwestlich der Schlucht in den Bergen, die mit 317 Metern die tiefste Höhle der Balearen ist und in der dicke Tropfsteine entstanden.

Obere Schlucht
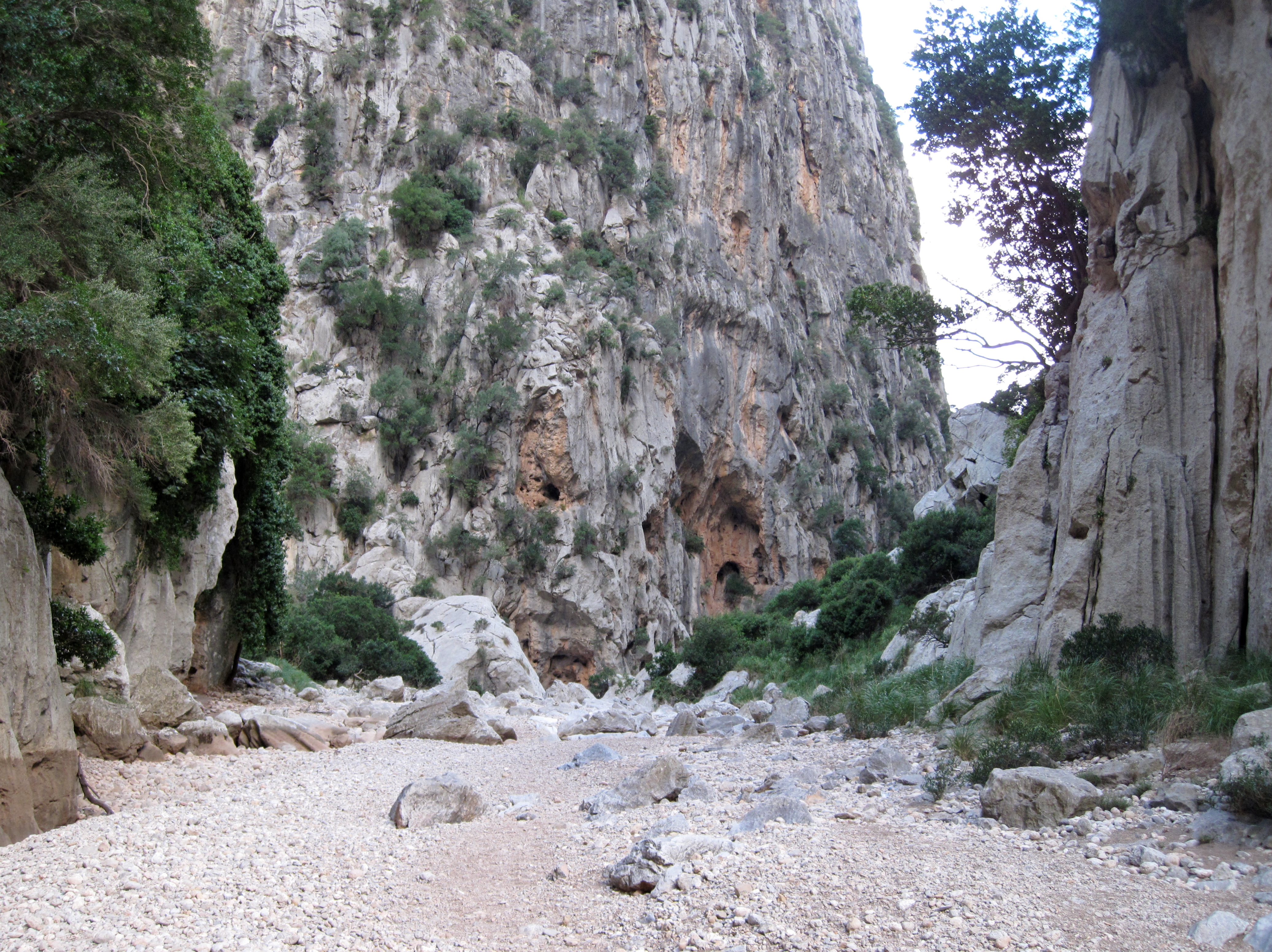
S’Entreforc aus dem Torrent de Lluc
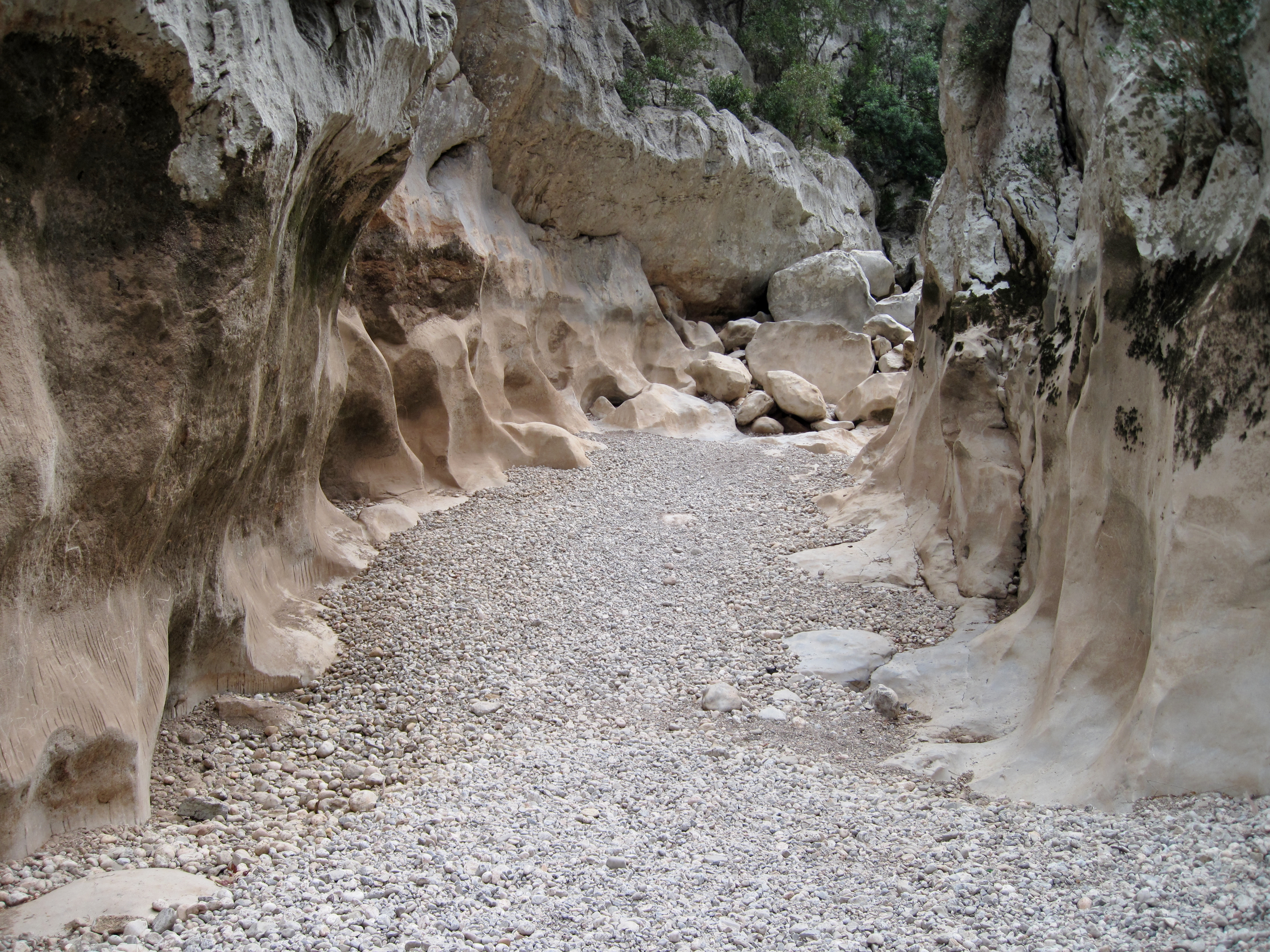
Bachbett im Gorg des Capellà
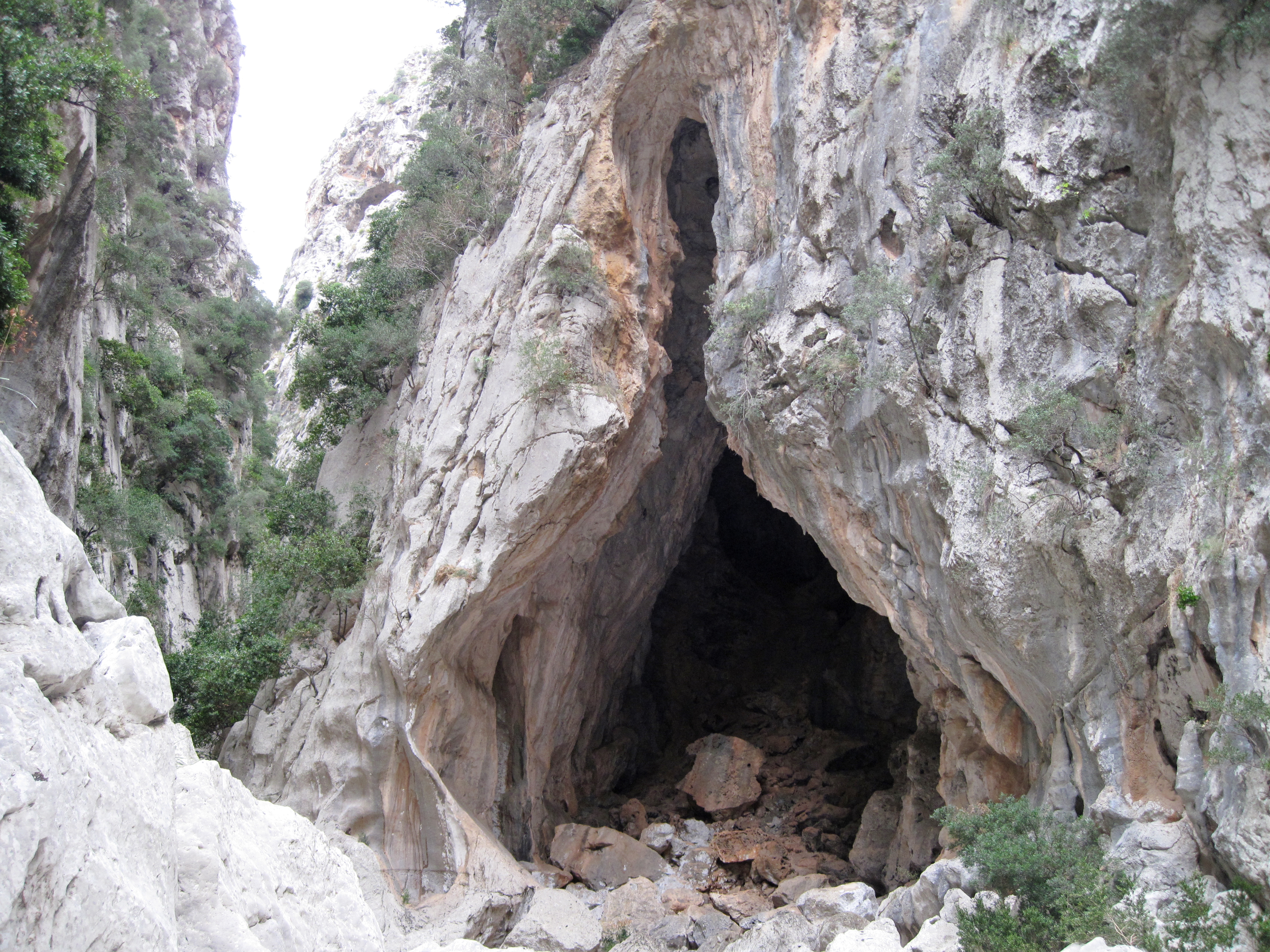
Cova des Romagueral vor Clot de l’Infern
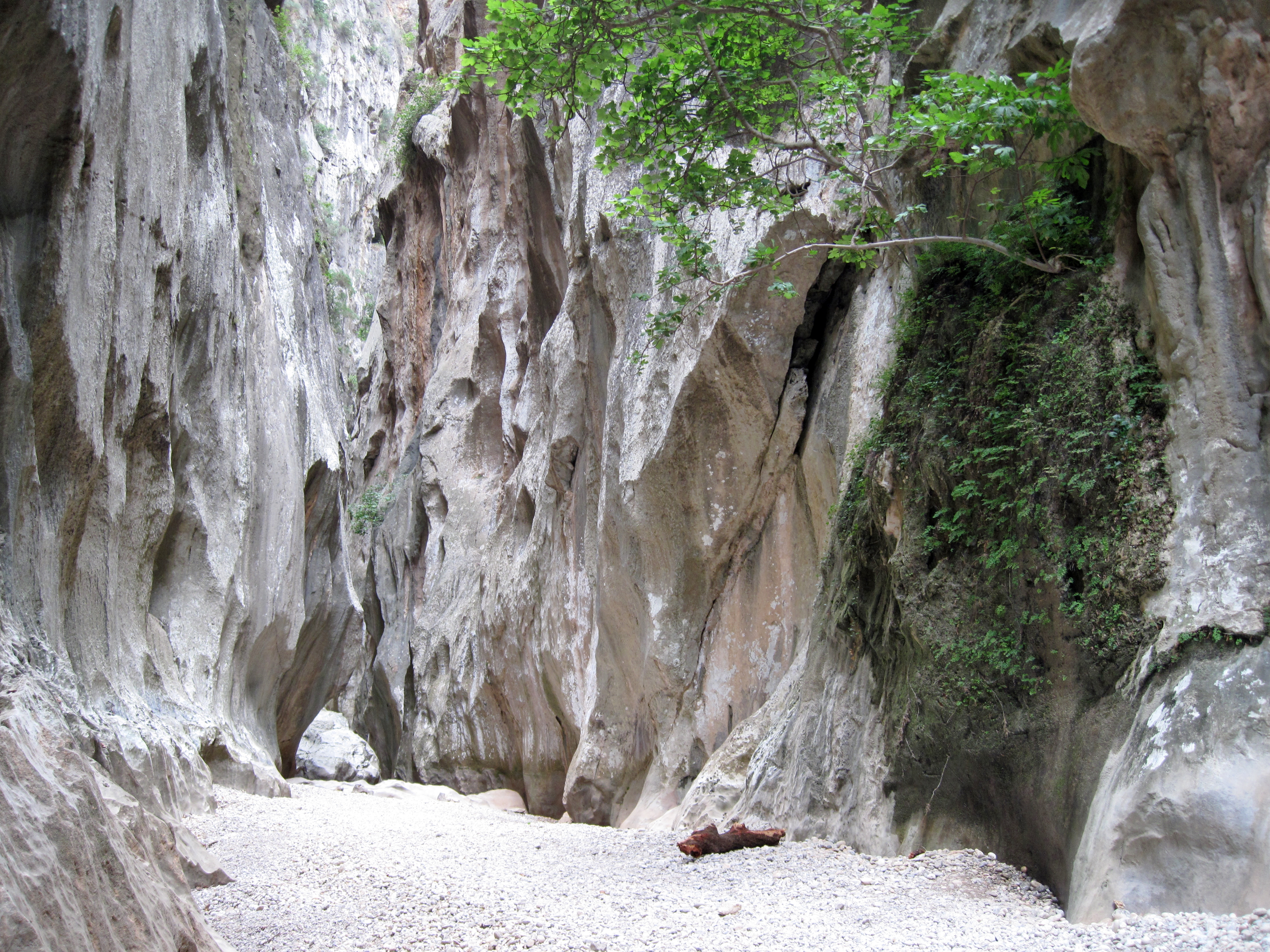
Tropfenquelle Font des Degotís

Nahe der Höhle sa Campana befindet sich im Bachbett des Torrent de Pareis unterhalb der Engstelle Clot de l’Infern („Höllenloch“) die Quelle Font des Degotís („Tropfenquelle“), deren Wasser aus den Felsen herunter tropft und die mit kleinen Farnpflanzen bewachsen ist. Kurz danach öffnet sich die Schlucht zu einem mit vereinzelten wilden Feigenbäumen bestandenen, fast ebenen Gelände, auf dem sich große Teiche gebildet haben. Das nun offene Tal zieht sich bis zum Strand an der Mündung des Torrent de Pareis hin, der durch seine Kiesaufschüttung, verursacht durch die Brandung an der Cala de Sa Calobra, den direkten Abfluss des Wassers ins Meer verhindert. Starke Wassermengen des Baches schaffen es jedoch zu manchen Zeiten des Jahres, die Felsenge an der Mündung zu öffnen.
Der Strand Platja de Torrent de Pareis ist nur 25 Meter lang und etwa 30 Meter breit. Er besteht aus Kies und Geröll und fällt steil ins Meer ab. Ein in den westlichen Uferfelsen gehauener Tunnel führt von den 400 Meter entfernten Parkplätzen oberhalb des Platja de Sa Calobra und der dortigen Schiffsanlegestelle hinüber in die sonst weitgehend unzugängliche Schlucht des Torrent de Pareis, bedingt dadurch auch die hohen Besucherzahlen an dem kleinen Strand und im unteren Bereich der Schlucht, die als eine der Hauptsehenswürdigkeiten der Natur Mallorcas gilt.

Untere Schlucht
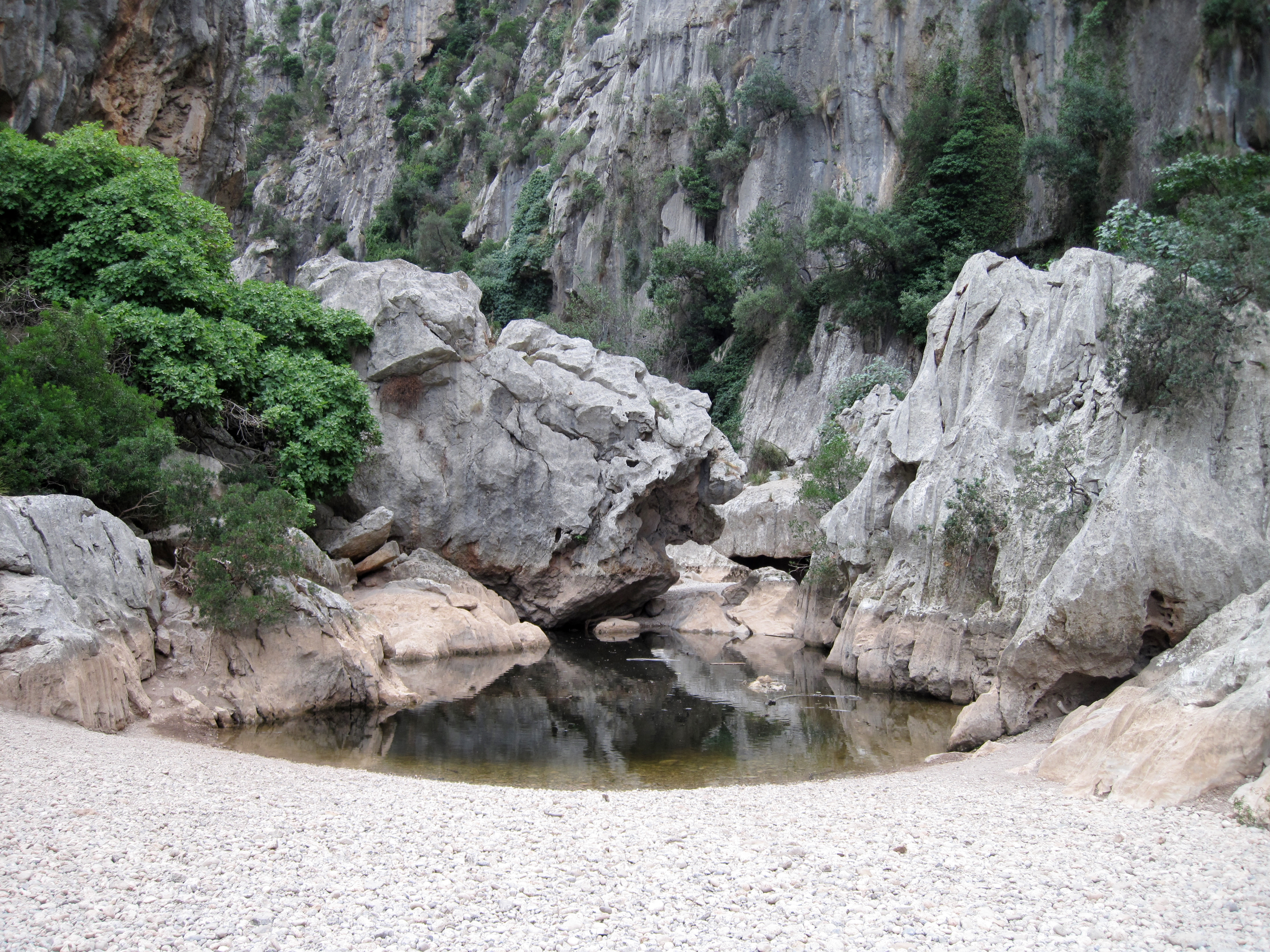
Unterste Barriere
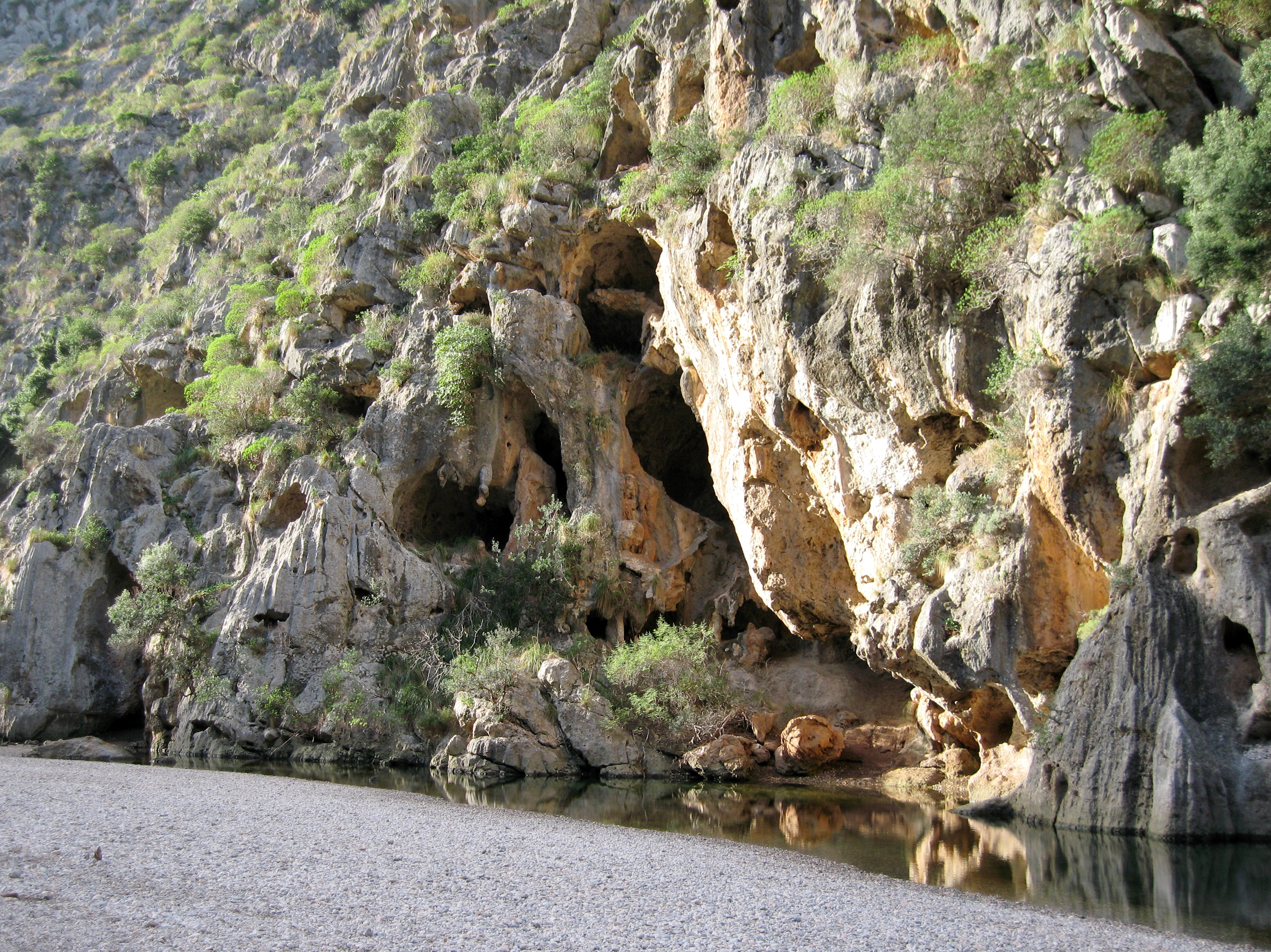
Karst-Erosion
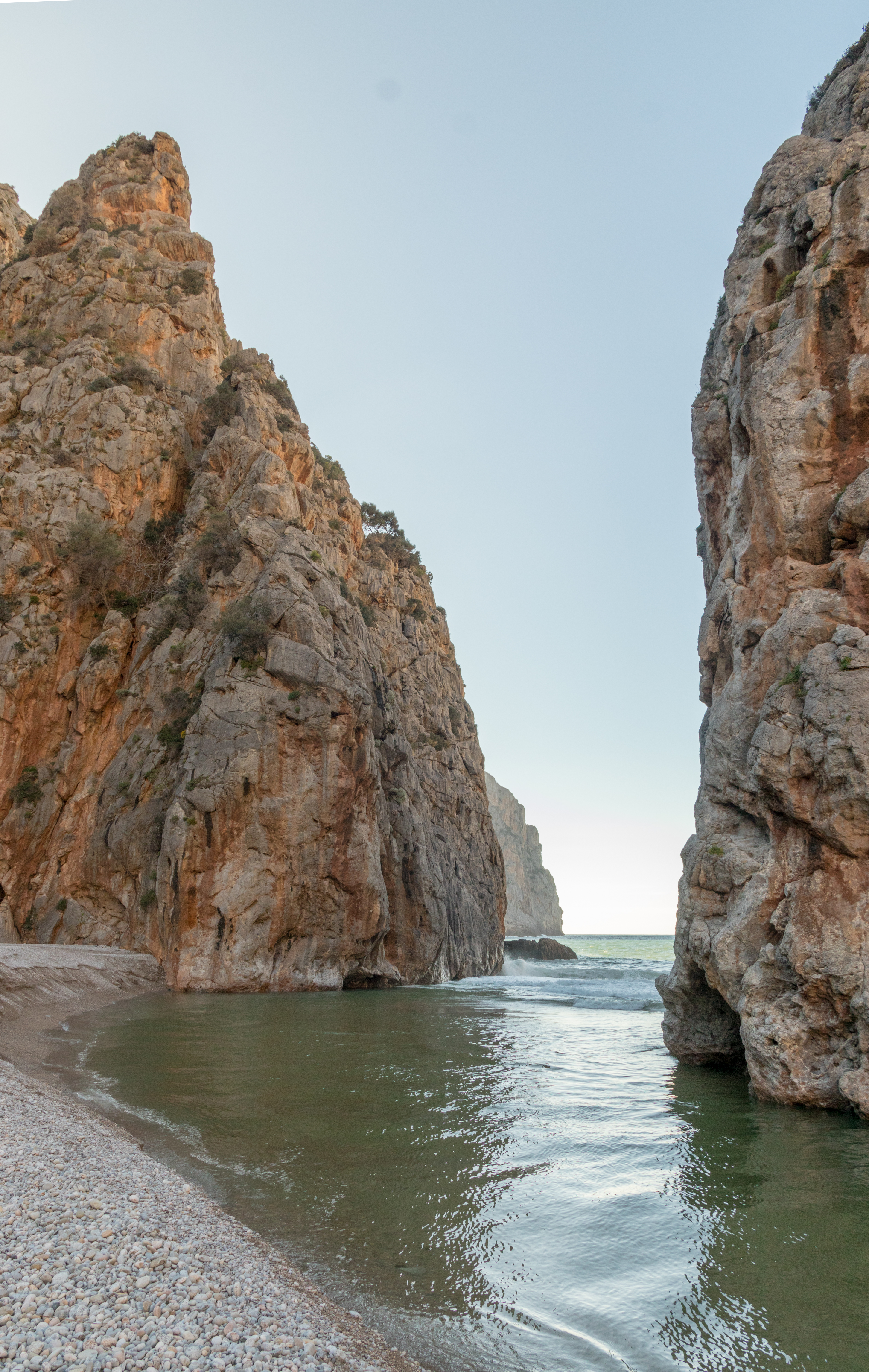
Mündungsbereich
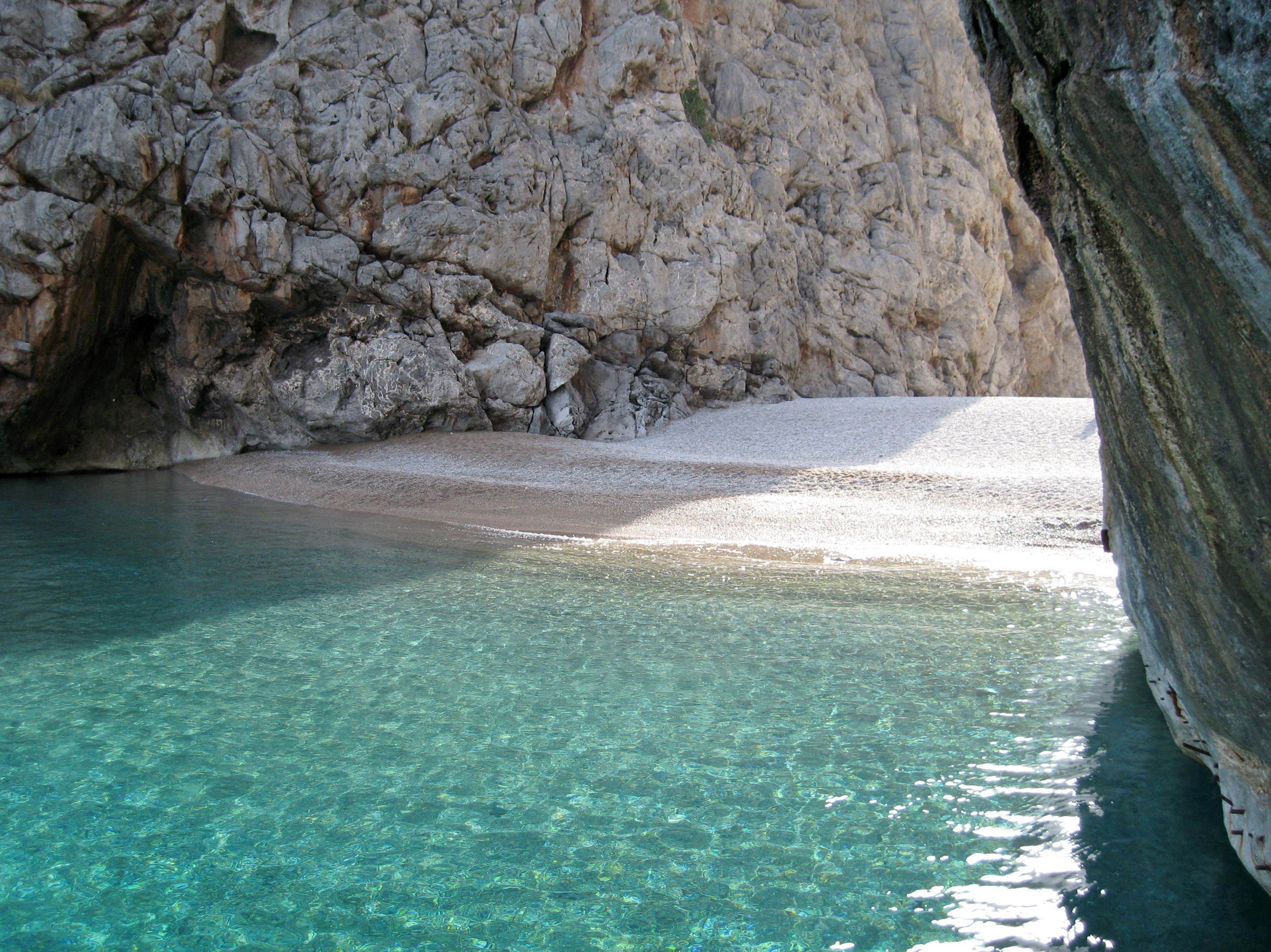
Meerseite

## Naturraum

### Naturschutzgebiet

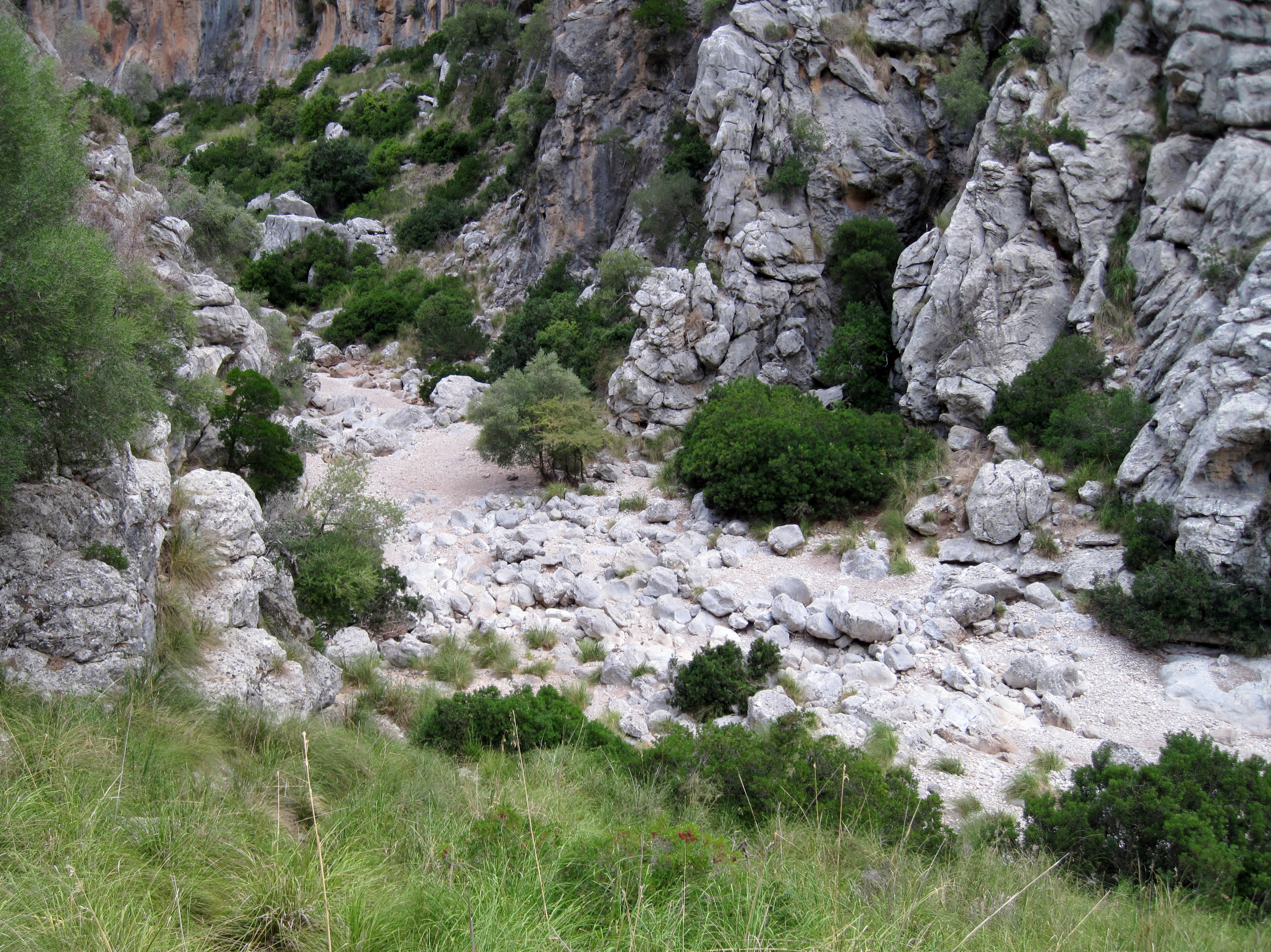
Talgrund des Torrent de Lluc

Die Schlucht des Torrent de Pareis wurde mit Teilen der Schluchten des Torrent de Lluc und des Torrent des Gorg Blau am 16. Mai 2003 zum Naturdenkmal („Monument natural“) erklärt. Dieses liegt innerhalb einer geschützten Zone nach dem Naturraumgesetz vom 30. Januar 1991, Typ ANAI (Àrea natural d’especial interès), das fast das gesamte Gebiet der Serra de Tramuntana umfasst. Zudem ist ein Großteil der Landschaft ein Vogelschutzgebiet nach der Vogelschutzrichtlinie 79/409/EWG der Europäischen Union (Zona de Especial Interés para la Avifauna / ZEPA).
Im 445,81 Hektar großen Naturschutzgebiet Monument natural dels torrents de Pareis, del Gorg Blau i de Lluc sind alle Aktivitäten verboten, die nicht mit dem Schutz des Gebietes vereinbar sind, beispielsweise das Sammeln von Gestein, das Campen außerhalb dafür vorgesehener Orte oder das Verändern der Wassersysteme. Sport- und Freizeitaktivitäten mit Beteiligung von über 20 Personen sind anmeldepflichtig, über 40 Personen genehmigungspflichtig, wie auch die Jagd und das Anbringen neuer Sicherungshaken beim Klettern in den Schluchten.

### Flora und Fauna

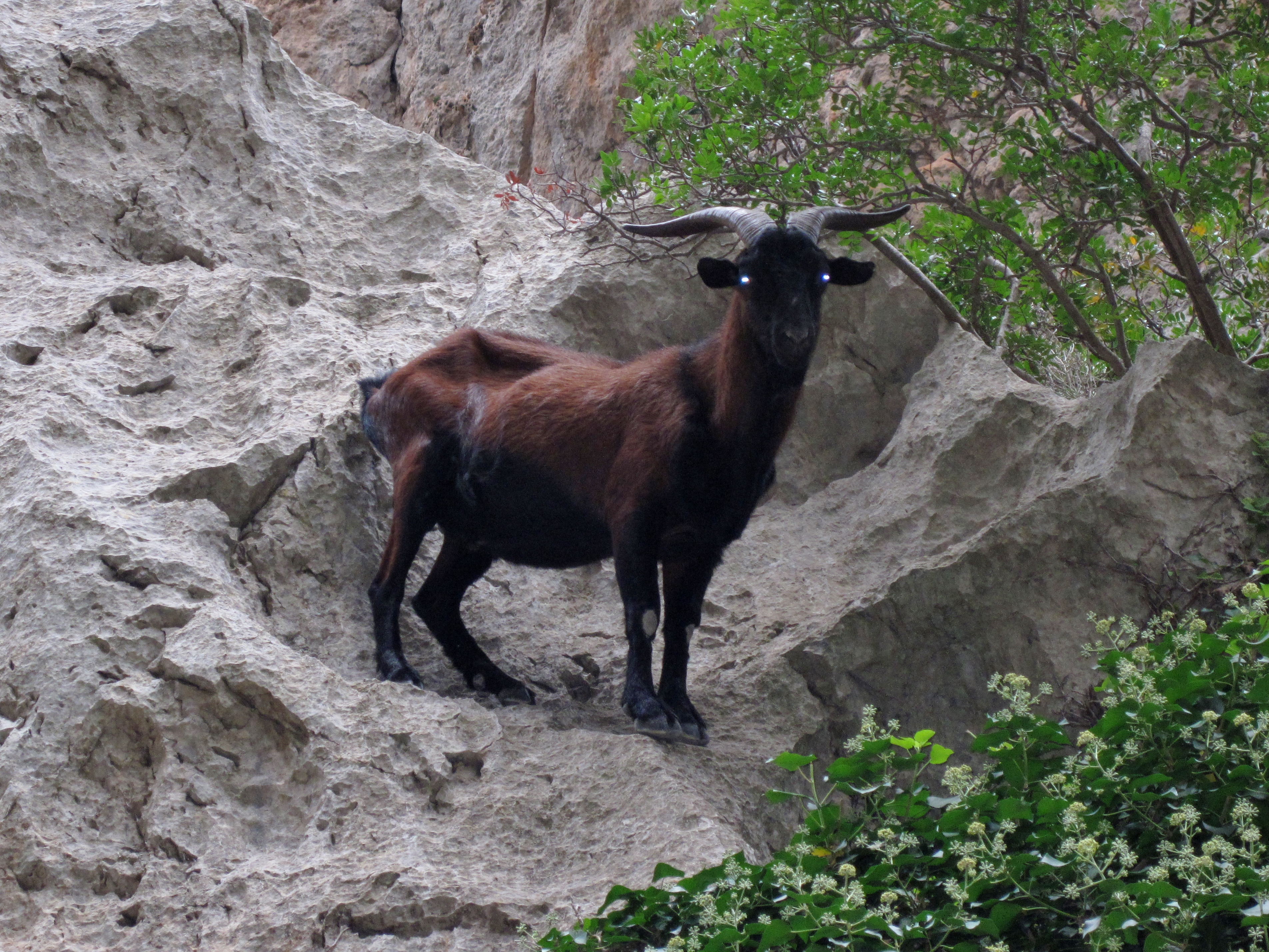
Verwilderte Hausziege bei s’Entreforc

Von den über 300 Pflanzenarten im Naturschutzgebiet sind etwa 10 Prozent endemische Arten, die nur auf den Balearen vorkommen. Neben allen Arten von Farnen, die auf Mallorca heimisch sind, gibt es hier Stacheliges Brachsenkraut (Isoetes histrix), Johannisbrotbäume (Ceratonia siliqua), Terpentin-Pistazien (Pistacia terebinthus), Bibernellen (Pimpinella bicknellii), Stechpalmen (Ilex aquifolium), Hauhecheln (Ononis crispa subsp. zschackei), Johanniskräuter (Hypericum hircinum subsp. cambessedesii), Felsenbirnen (Amelanchier ovalis), Brennnesseln (Urtica bianorii) und Veilchen (Viola jaubertiana). Am Schluchtausgang findet sich u. a. Mönchspfeffer (Vitex agnus-castus) und Eingriffeliger Weißdorn (Crataegus monogyna).
Unter den Tieren bewohnen die Schluchten zunächst einige Vogelarten, darunter die häufig vorkommenden Felsentauben (Columba livia), die Blaumerlen (Monticola solitarius) und die Felsenschwalben (Ptyonoprogne rupestris). Ein Großteil des Tramuntana-Gebirges wurde auch zum Vogelschutzgebiet (ZEPA) erklärt. Im und um den Torrent de Pareis vorkommende Säugetiere sind Mauswiesel (Mustela nivalis), Baummarder (Martes martes), Waldmaus (Apodemus sylvaticus) und die verwilderte Hausziege (Capra aegagrus hircus). Endemisch vorkommende Tierarten sind der Balearische Tatzenkäfer (Timarcha balearica), eine Art aus der Familie der Schnirkelschnecken (Helicidae), die Iberellus balearicus, und die gefährdete Mallorca-Geburtshelferkröte (Alytes muletensis).

## Wirtschaftliche Bedeutung

### Tourismus

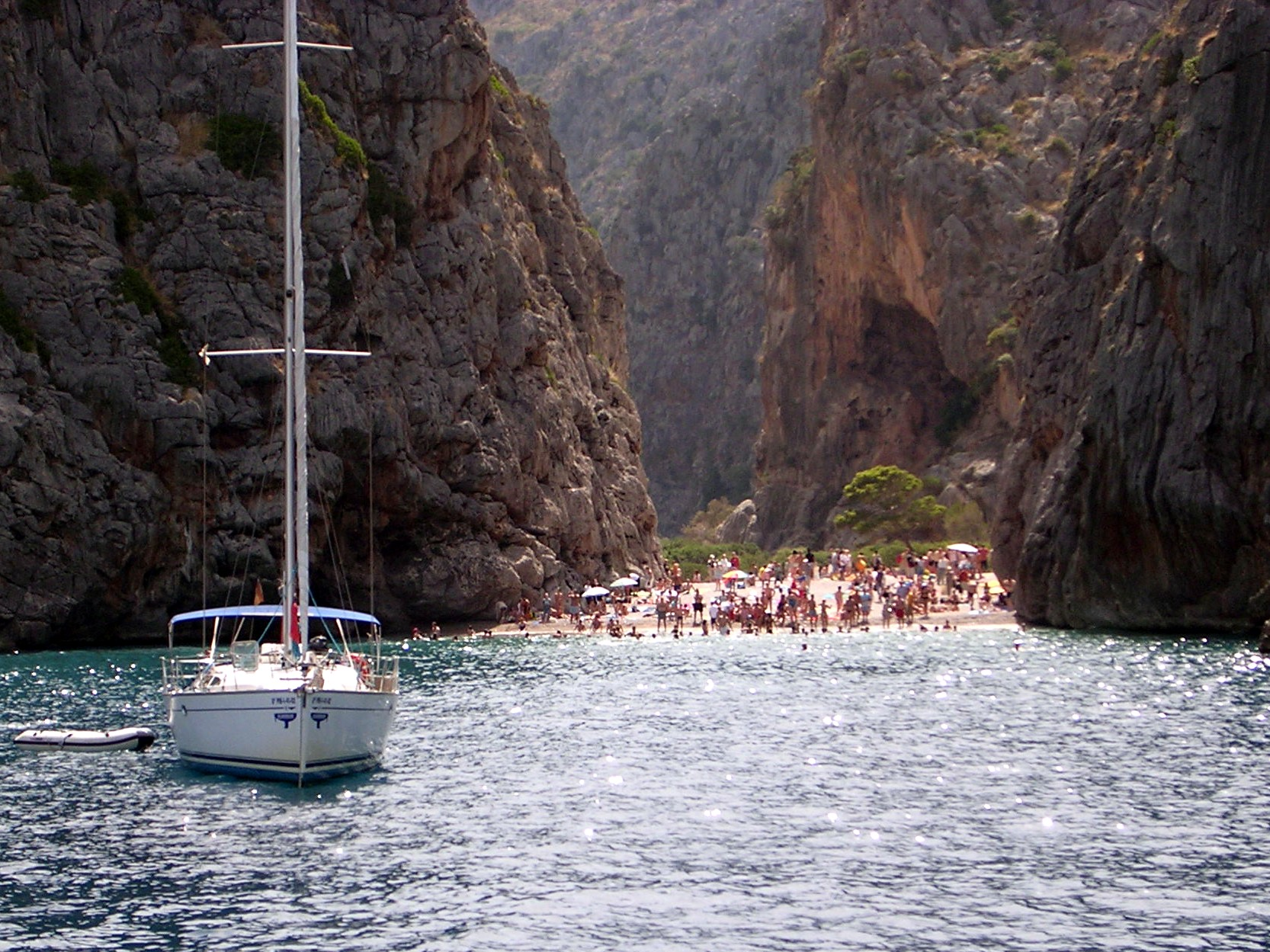
Platja de Torrent de Pareis

Die touristische Erschließung der nach der Samaria-Schlucht auf Kreta zweitgrößten Schlucht des Mittelmeer-Raumes begann mit dem Bau der 12,5 Kilometer langen Serpentinenstraße zur Cala de sa Calobra, die im Jahre 1935 fertiggestellt wurde. Bis dahin war die Bucht und die Schlucht des Torrent de Pareis nur durch Boote oder auf Wanderwegen erreichbar. Im heutigen Zeitalter des Massentourismus bieten viele Reiseunternehmen Bus- oder Schiffsausflüge an, auch in Kombination meist vom nächstgelegenen Hafen Port de Sóller aus.
Am Ende der Zufahrtsstraße an der Cala de Sa Calobra hat man sich auf die Touristenströme eingestellt. Es sind viele Gaststätten, Bars und einige Hotels entstanden. Selbst Parkplätze werden vermarktet, es gibt nur noch wenige kostenfreie Fahrzeug-Abstellmöglichkeiten. Dabei ist der kleine Ort am Strand und Schiffsanleger von Sa Calobra nicht das eigentliche Ziel der Besucher, einzig der Torrent de Pareis zieht die Menschen magisch an.

### Wandern

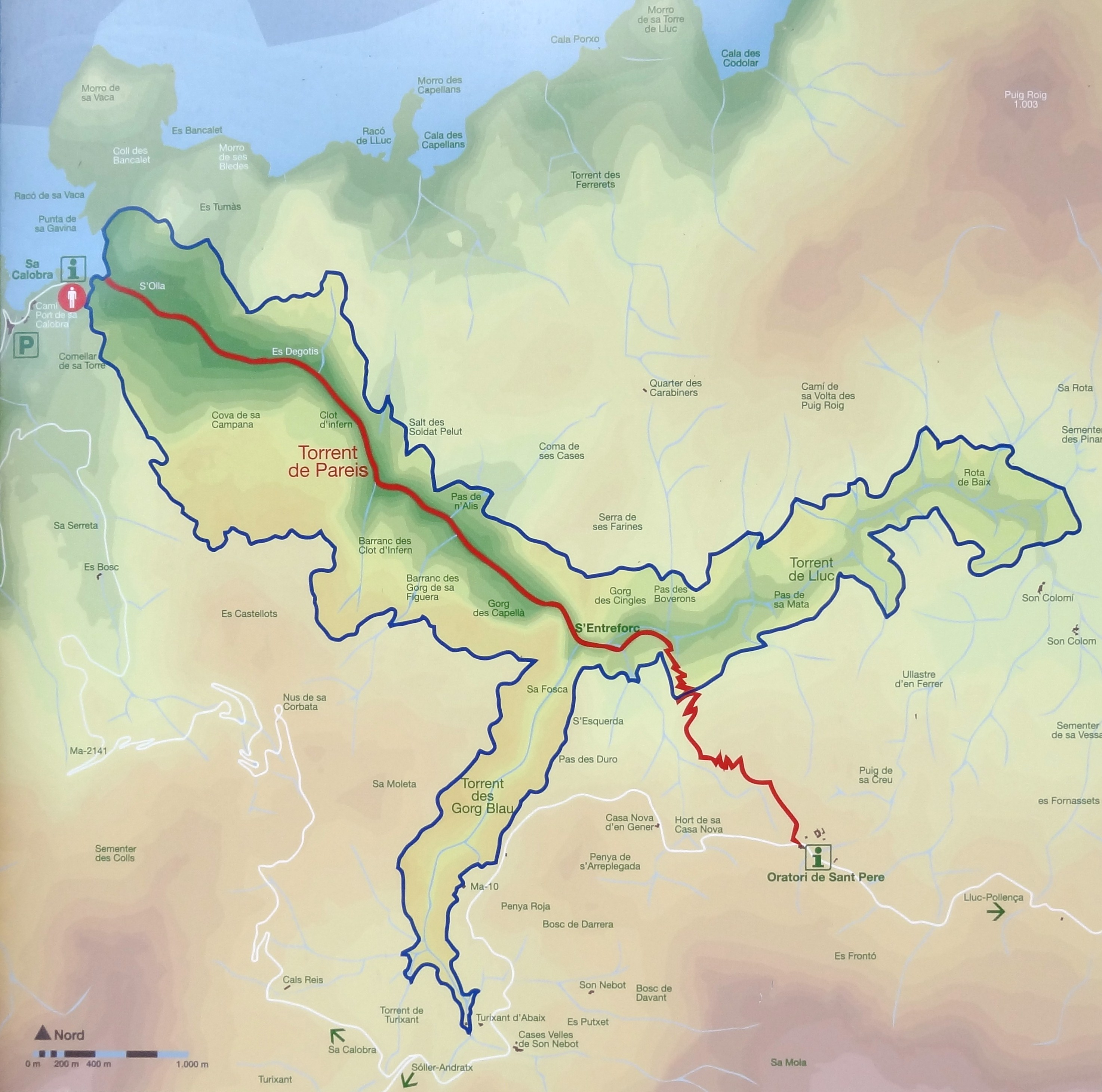
Wanderweg durchs Naturschutzgebiet

Auch Kletterwanderungen durch die Schlucht des Torrent de Pareis erfreuen sich nach wie vor großer Beliebtheit. Für die Gesamtdurchquerung mit dem Restaurant „Escorca“ im gleichnamigen kleinen Ort als Ausgangspunkt, am Kilometer 25,2 der Landstraße Ma-10, brauchen schnelle Wanderer, die mit anspruchsvollen Wegen vertraut sind, rund 3 ½ bis 4 Stunden. Im Durchschnitt sollte man fünf bis sechs Stunden einplanen, wobei professionelle Wanderschuhe und Klettererfahrung unbedingte Voraussetzung sind. In Wanderführern wird diese Tour als die anspruchsvollste und gefährlichste der Insel bezeichnet. Warnschilder weisen auf die Gefahren hin. Ungefähr ein Viertel der Rettungen in Mallorca findet in der Gegend der Schlucht statt.

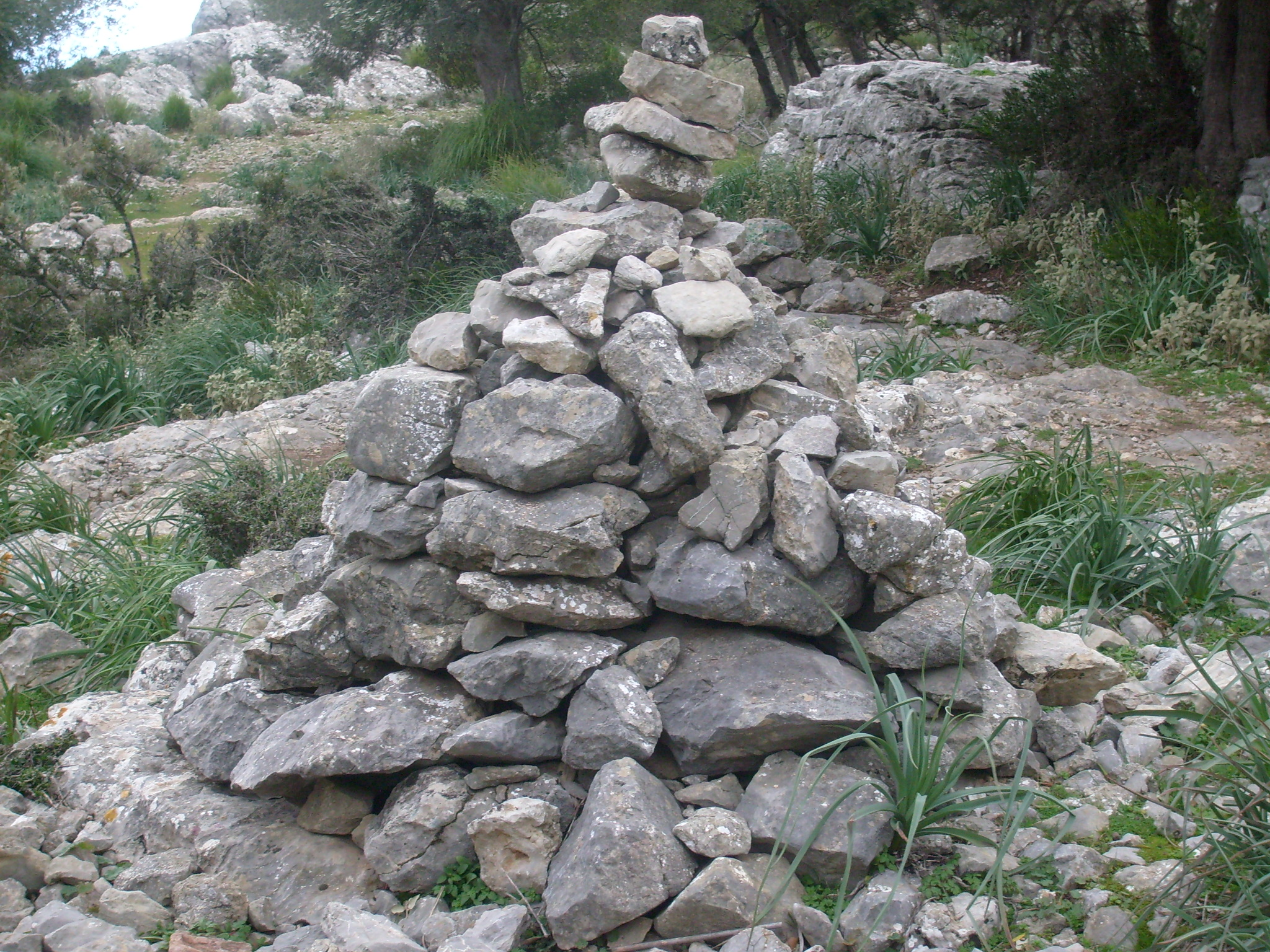
Markierung des Wanderweges

Der Weg wird durch kleine Steinhaufen und Pfeile markiert. Im Hangbereich vor dem Einstieg in die Schlucht kommt es trotzdem häufig vor, dass Wanderer die Orientierung verlieren, da sowohl die Steinhaufen als auch die Pfeile zwischen dem dort stellenweise über den Weg wachsenden Dissgras kaum zu erkennen sind. Der Abstieg in die Schlucht erfolgt im Allgemeinen über die Bergflanke nordwestlich des Hangs und beansprucht bis zur Talsohle des Torrent de Lluc eine Zeit von etwa 45 Minuten.
Bei Regen oder kurz nach Niederschlägen ist der Torrent de Pareis nur äußerst schwer zu bewältigen. Zwar ist das Geröllbett der Schlucht im Sommer fast trocken, dennoch können schon kleine Regenfälle für glitschiges Gestein und Wasseransammlungen sorgen, die die Durchquerung plötzlich stark erschweren oder unmöglich machen. Jährlich gibt es etwa 70 Vorkommnisse in der Schlucht, vom Verirren über Abstürze bis zu tödlichen Unglücken, die oft Rettungsaktionen der mallorquinischen Bergwacht erfordern. Mobilfunkempfang für Notrufe (112) innerhalb der Schlucht ist kaum vorhanden. Verschiedene Veranstalter bieten auch geführte Wanderungen entlang des Torrent de Pareis an.
Sofern man nicht die gesamte Schlucht durchqueren möchte, bietet sich vom Mündungsbereich an der Cala de Sa Calobra eine leichtere Variante. Vom Kieselstrand geht man schluchteinwärts, folgt der Schlucht etwa 45 Minuten bis zur Tropfsteinquelle Font des Degotis und kehrt dann wieder um. Auch für diese Kurztour sollte man trittsicher und im Überklettern von Felsen geübt sein.
Im September 2024 kamen zwei britische Touristen durch Ertrinken nach einem Unwetter um.